# Рашевський Олександр Олександрович
Олекса́ндр Олекса́ндрович Раше́вський (нар. 10 жовтня 1975) — полковник Збройних сил України.

## З життєпису
Командир 20 БТрО ЗСУ «Дніпропетровськ» Дніпропетровської області, сформованого з добровольців. У листопаді 2014 року переформатований у 20-й окремий мотопіхотний батальйон 93-ї механізованої бригади.
На виборах до Дніпропетровської обласної ради 2015 року балотувався від партії «Блок Петра Порошенка „Солідарність“». На час виборів проживав у Гвардійському (з 2024 року — Зарічне) Новомосковського району, був заступником командира полку «Дніпро-1».
З 14 серпня 2025 року призначений командиром Об'єднаної штурмової бригади Національної поліції України «Лють»

## Нагороди
21 жовтня 2014 року — за особисту мужність і героїзм, виявлені у захисті державного суверенітету та територіальної цілісності України, вірність військовій присязі під час російсько-української війни, відзначений — нагороджений орденом Богдана Хмельницького III ступеня.